# Neumayer (forskningsstation)

Neumayer I på ett tyskt frimärke.

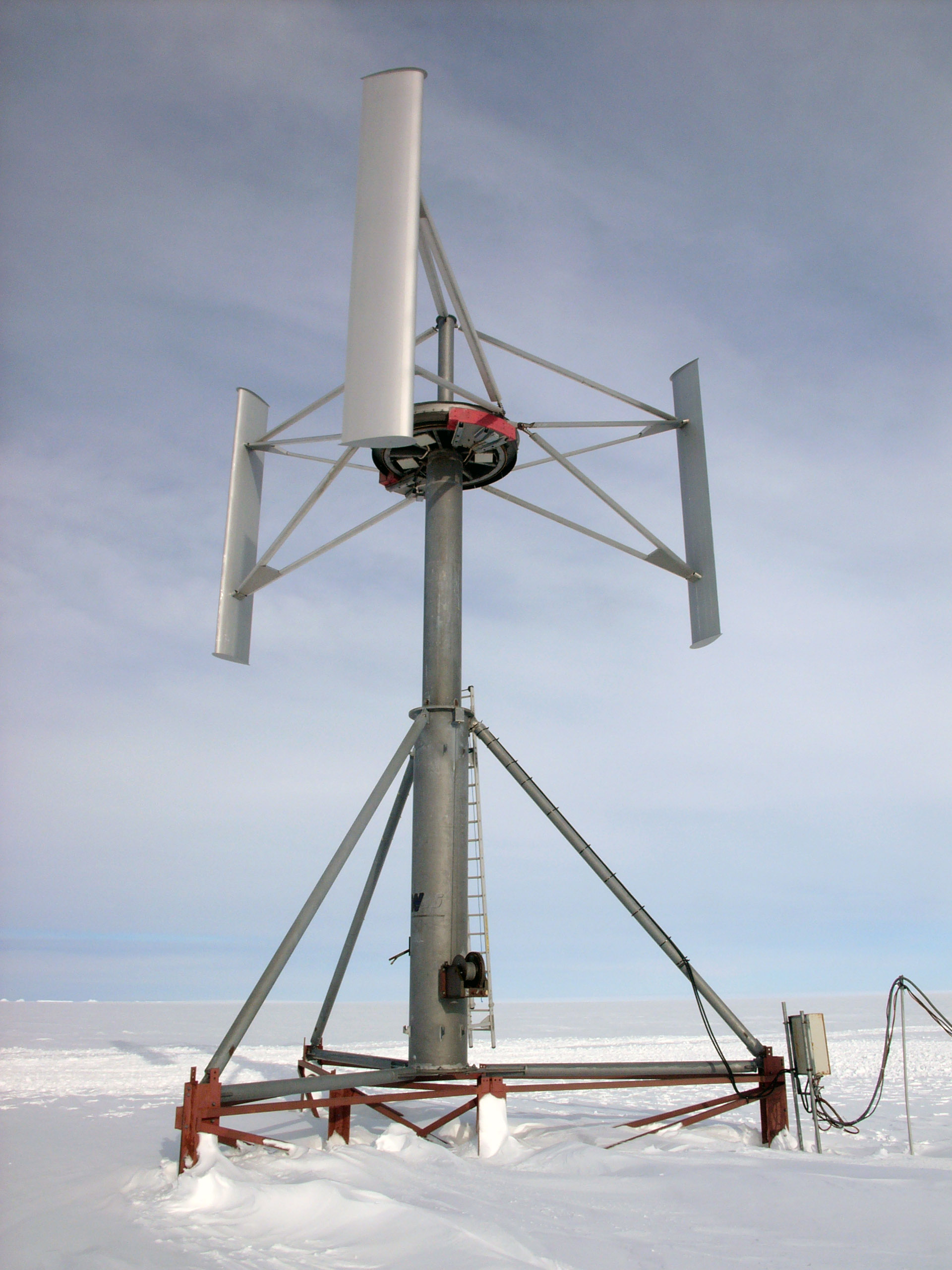
Vindkraftverket vid Neumayer II.

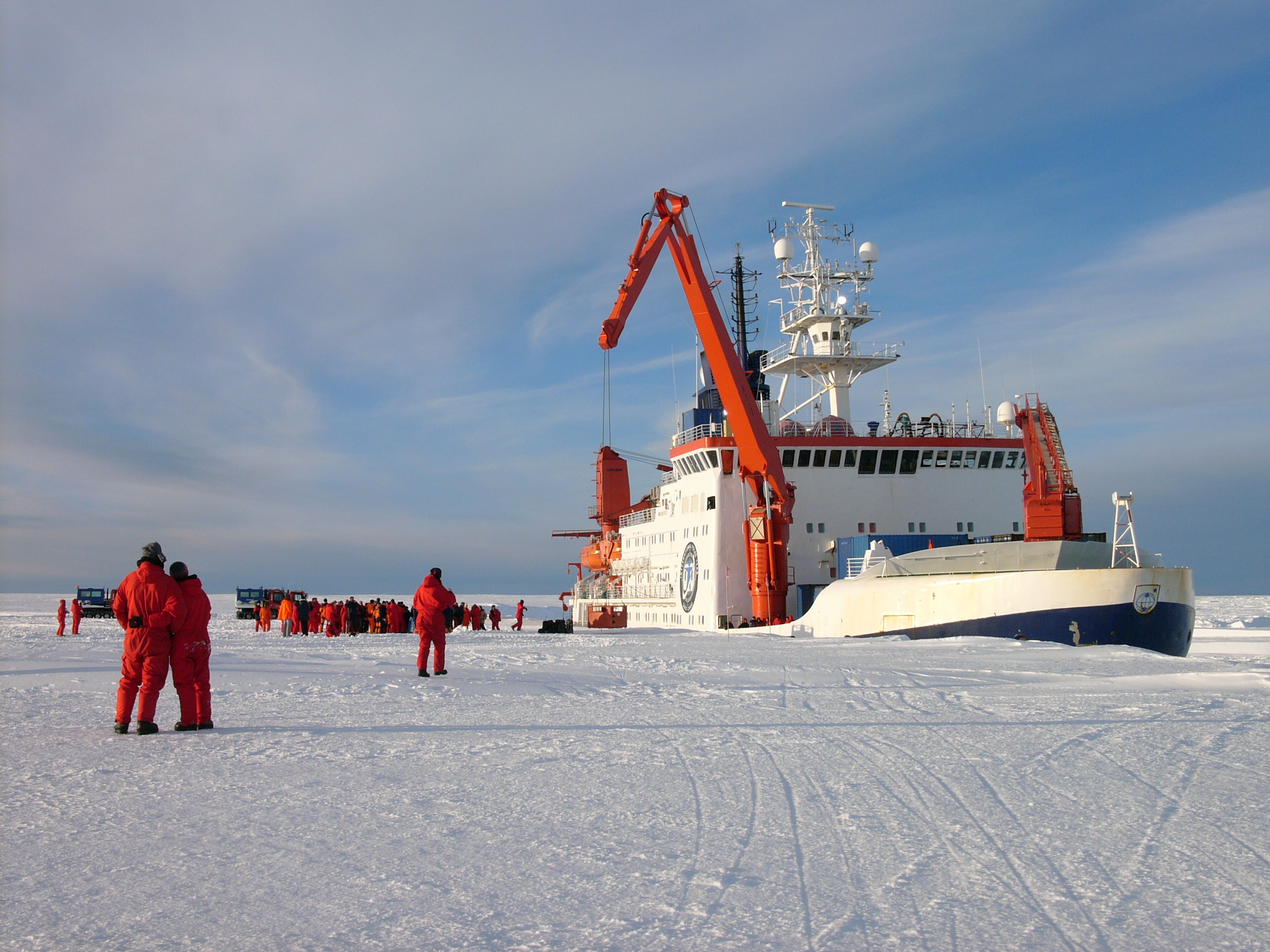
Fartyget Polarstern vid shelfiskanten.

Georg von Neumayer är Tysklands största forskningsstation i Antarktis. Då stationen ligger på den flytande ismassan har den hittills ombyggts två gånger. Namnet syftar på den tyska polarforskaren Georg von Neumayer (1826−1909). Stationen drivs av Alfred-Wegener-Institutet som koordinerar de tyska havs- och polarforskningarna.
Från och med Neumayer II används stationen året runt. Den fasta personalen utgörs av tio personer, däribland en läkare, en meteorolog, en elektriker och en kock, som stannar ett helt år. Under den antarktiska sommaren besöks stationen av ungefär 50 forskare. Utrustningen flyttas till basen med fartyget Polarstern och i viss mån med flygplan eller på annat sätt.

## Neumayer I
Den första stationen inrättades 1980/1981 på Ekström-shelfisen ungefär 7 km söderut från shelfisens kant. För stationen grävdes två stora 50 meter långa stålrör som ungefär hade en diameter på 6,70 respektive 7,70 meter ner i isen. Inuti rören fanns flera containrar med alla förnödenheter för besättningen. Ute på isen fanns en generator och tre stugor för nödsituationer. Med tiden sjönk forskningsbasen in i isen och närmade sig shelfisens kant. Därför ersattes den 1993 med Neumayer II.

## Neumayer II
Den andra stationen började byggas 1992 och ett år senare togs den i bruk. Den låg cirka 10 km söder om den första stationen och byggdes med hjälp av tre 90 meter långa stålrör, två parallella och en tvärsgående. Förutom dieselgeneratorer hade stationen även ett vindkraftverk. I närheten byggdes en landningsbana för institutets flygplan.

## Neumayer III
Då även den andra stationen deformerades av isens rörelser byggdes sedan 2007 en tredje station. I motsats till de två första baserna ligger Neumayer III ovanpå isen och vilar på 16 stålpelare. Pelarna kan lyftas med hjälp av hydraulik. Med 210 m² för laboratorier har stationen ungefär dubbel storlek jämfört med sin föregångare. Den nya stationen invigdes officiellt den 20 februari 2009.